# چاه مسلم
چاه مُسَلَم (به عربی: جُفر مُسَلم)، روستایی در دهستان مغویه بخش مرکزی شهرستان بندر لنگه در استان هرمزگان ایران است.

## جمعیت
بر پایه سرشماری عمومی نفوس و مسکن در سال ۱۳۹۵، جمعیت این روستا برابر با ۲٬۳۲۰ نفر (۵۴۱ خانوار) بوده است.